# Boissières (Lot)
Boissières é uma comuna francesa na região administrativa de Occitânia, no departamento de Lot. Estende-se por uma área de 13,03 km². Em 2010 a comuna tinha 405 habitantes (densidade: 31,1 hab./km²).